# Цянь (гексаграма)
Цянь (кит.: 乾; піньїнь: qián; кор. 건, кон; яп. けん, кен, «творчість») — гексаграма. Один з шістдесяти чотирьох знаків, які використовуються у традиційному китайському ворожінні за «Книгою перемін».
- Складається з двох триграмами цянь.
- Ім'я гексаграми — 乾為天, qiánwéitiān, цяньвейтянь.
- Відповідає четвертому місяцю китайського календаря.
- Символізує Небо.
- Порядковий номер 1.
- Традиційне тлумачення гексаграми подається у Вікіджерелах.